# Assieu
Assieu est une commune française située dans le département de l'Isère, en région Auvergne-Rhône-Alpes.
Ce village, de taille relativement importante, se positionne dans le nord du département, non loin de la vallée du Rhône, entre Lyon et Valence, non loin de l'agglomération viennoise.

## Géographie

### Situation et description
Assieu est située dans la partie septentrionale du département de l'Isère, autrefois dénommé Bas-Dauphiné, à 17 km de Vienne et à 50 km de Lyon. Il s'agit d'une commune à vocation essentiellement rurale. Assieu est une des 37 communes adhérentes de la Communauté de communes Entre Bièvre et Rhône dont le siège est fixé dans la commune voisine de Saint-Maurice-l'Exil.

### Communes limitrophes
| Cheyssieu                         | Vernioz                | Chalon                |
| Auberives-sur-Varèze / Roussillon | Assieu                 | Monsteroux-Milieu     |
| Ville-sous-Anjou                  | Saint-Romain-de-Surieu | La Chapelle-de-Surieu |

### Climat
La région d'Assieu  présente un climat de type semi-continental à influences méditerranéennes qui se caractérise par des précipitations en toutes saisons, de nombreux orages se déroulant en été.

### Hydrographie
La commune est bordée dans sa partie septentrionale par la Varèze, un affluent du Rhône qui prend sa source dans la forêt de Bonnevaux.

### Voies de communication
Situé à l'écart des grands axes de communications, le territoire communal est essentiellement traversé par la route départementale 131 (RD131).

### Climat
Pour des articles plus généraux, voir Climat d'Auvergne-Rhône-Alpes et Climat de l'Isère.
En 2010, le climat de la commune est de type climat océanique altéré, selon une étude du Centre national de la recherche scientifique s'appuyant sur une série de données couvrant la période 1971-2000. En 2020, Météo-France publie une typologie des climats de la France métropolitaine dans laquelle la commune est dans une zone de transition entre le climat semi-continental et le climat de montagne et est dans la région climatique Moyenne vallée du Rhône, caractérisée par un bon ensoleillement en été (fraction d’insolation > 60 %), une forte amplitude thermique annuelle (4 à 20 °C), un air sec en toutes saisons, orageux en été, des vents forts (mistral), une pluviométrie élevée en automne (250 à 300 mm).
Pour la période 1971-2000, la température annuelle moyenne est de 11,8 °C, avec une amplitude thermique annuelle de 17,9 °C. Le cumul annuel moyen de précipitations est de 846 mm, avec 8,7 jours de précipitations en janvier et 6,2 jours en juillet. Pour la période 1991-2020, la température moyenne annuelle observée sur la station météorologique de Météo-France la plus proche, « Reventin », sur la commune de Reventin-Vaugris à 7 km à vol d'oiseau, est de 12,9 °C et le cumul annuel moyen de précipitations est de 775,7 mm,. Pour l'avenir, les paramètres climatiques de la commune estimés pour 2050 selon différents scénarios d'émission de gaz à effet de serre sont consultables sur un site dédié publié par Météo-France en novembre 2022.

## Urbanisme

### Typologie
Au 1er janvier 2024, Assieu est catégorisée bourg rural, selon la nouvelle grille communale de densité à sept niveaux définie par l'Insee en 2022.
Elle est située hors unité urbaine. Par ailleurs la commune fait partie de l'aire d'attraction de Lyon, dont elle est une commune de la couronne,. Cette aire, qui regroupe 397 communes, est catégorisée dans les aires de 700 000 habitants ou plus (hors Paris),.

### Occupation des sols
L'occupation des sols de la commune, telle qu'elle ressort de la base de données européenne d’occupation biophysique des sols Corine Land Cover (CLC), est marquée par l'importance des territoires agricoles (58,1 % en 2018), en diminution par rapport à 1990 (60,4 %). La répartition détaillée en 2018 est la suivante : 
terres arables (33,6 %), forêts (33,6 %), cultures permanentes (10,1 %), zones agricoles hétérogènes (8,8 %), zones urbanisées (8,3 %), prairies (5,5 %). L'évolution de l’occupation des sols de la commune et de ses infrastructures peut être observée sur les différentes représentations cartographiques du territoire : la carte de Cassini (XVIIIe siècle), la carte d'état-major (1820-1866) et les cartes ou photos aériennes de l'IGN pour la période actuelle (1950 à aujourd'hui).

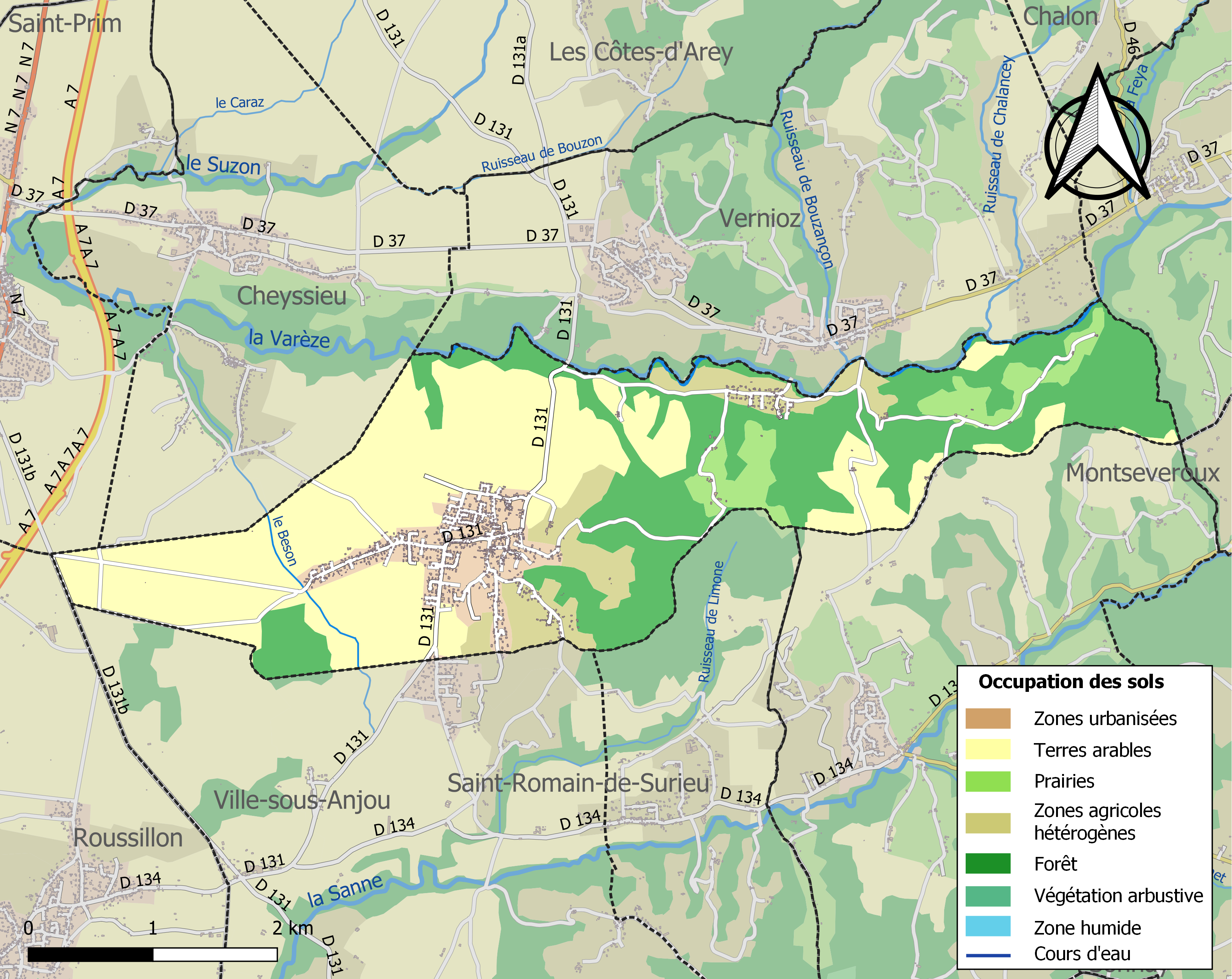
Carte des infrastructures et de l'occupation des sols de la commune en 2018 (CLC).

### Risques naturels

#### Risques sismiques
La totalité du territoire de la commune d'Assieu est situé en zone de sismicité n°3 (sur une échelle de 1 à 5), comme la plupart des communes de son secteur géographique.
| Type de zone | Niveau            | Définitions (bâtiment à risque normal) |
| ------------ | ----------------- | -------------------------------------- |
| Zone 3       | Sismicité modérée | accélération = 1,1 m/s2                |

## Toponymie

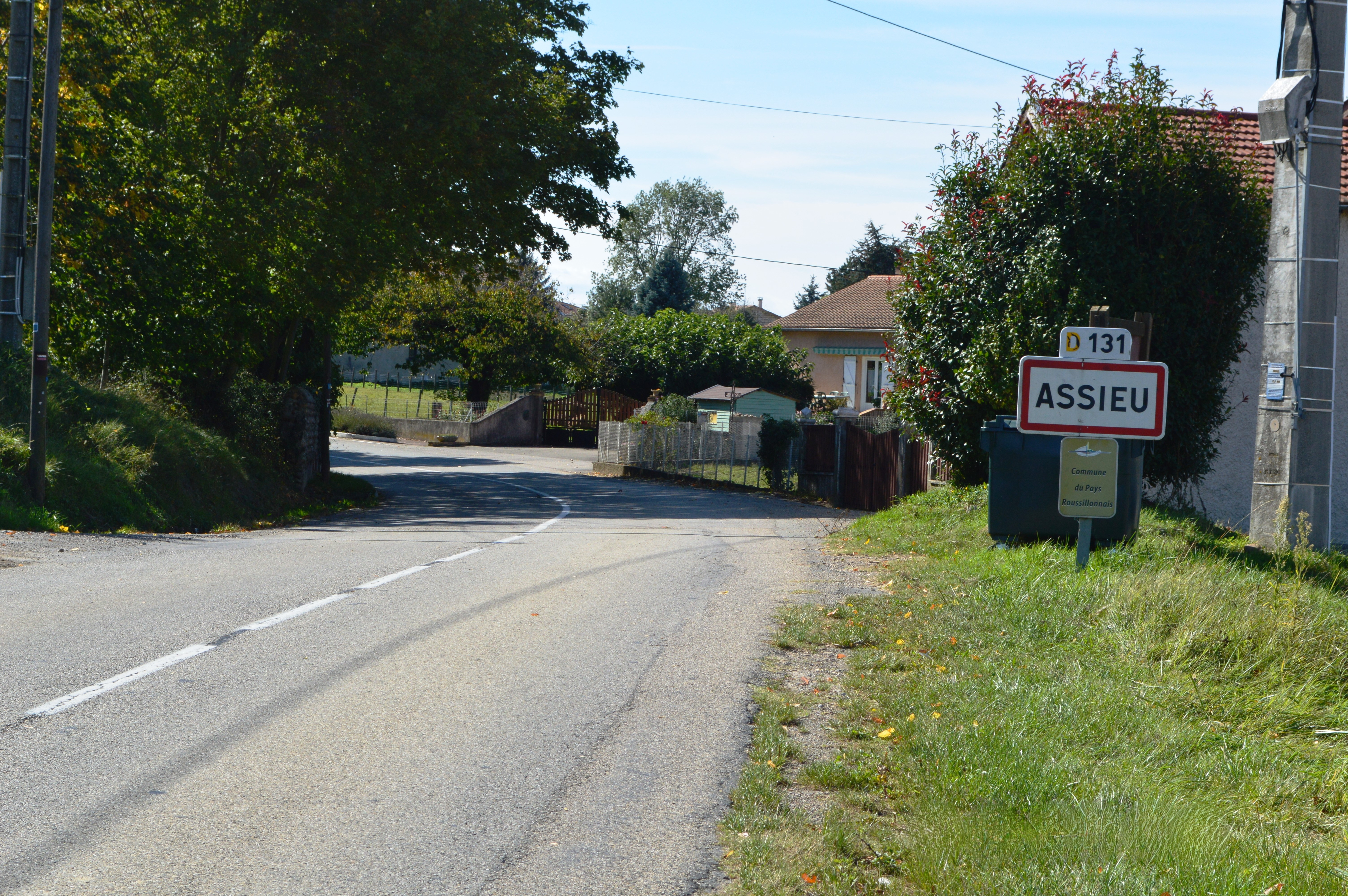
Panneau routier d'entrée du village.

Du latin « Assius », nom probable d'un propriétaire durant l'Antiquité romaine (et dont la légende fera un berger). Durant l’époque carolingienne,  « Assiacum » devient en « As(s)iaco » avec le suffixe roman Aco. Puis « Assi » jusqu'au nom définitif apparu à la fin de Moyen Âge.

## Politique et administration

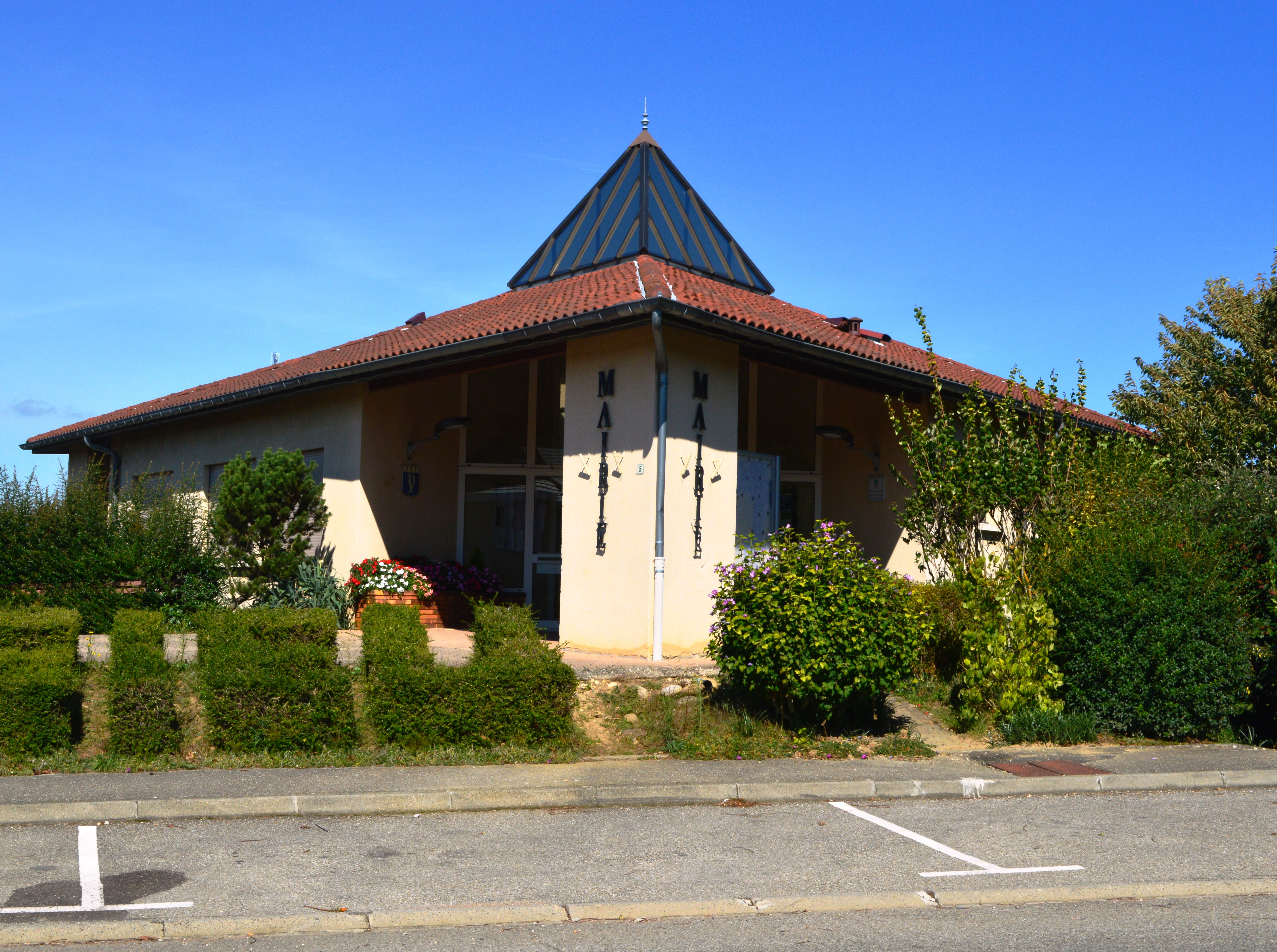
La mairie.

### Liste des maires
| Période                                  | Période  | Identité                  | Étiquette | Qualité  |
| ---------------------------------------- | -------- | ------------------------- | --------- | -------- |
| 6 floréal An VIII                        | 1807     | Louis Gascon              | SE        | -        |
| 1807                                     | 1816     | Pierre Givord             | SE        | -        |
| 1816                                     | 1846     | Pierre Fabre              | SE        | -        |
| 1846                                     | 1848     | Louis Alexandre Bruyère   | SE        | -        |
| 1848                                     | 1861     | Pierre Fabre              | SE        | -        |
| 1861                                     | 1876     | Frederic Fabre            | SE        | -        |
| 1876                                     | 1895     | Martial Gauthier          | SE        | -        |
| 1895                                     | 1920     | Claude Marguerite Bruyère | SE        | -        |
| 1920                                     | 1928     | Joannès PIATON            | SE        | -        |
| 1928                                     | 1929     | Pierre Ollagnier          | SE        | -        |
| 1929                                     | 1944     | Alfred Guillon            | SE        | -        |
| 1944                                     | 1948     | Joannès PIATON            | SE        | -        |
| 1948                                     | 1971     | Marcel Gerin              | SE        | -        |
| 1971                                     | 1995     | Georges PIATON            | SE        | Géomètre |
| 1995                                     | 2014     | Luc Monin                 | SE        | -        |
| mars 2014                                | En cours | Jean-Michel Ségui         | SE        | Cadre    |
| Les données manquantes sont à compléter. |          |                           |           |          |

## Population et société

### Démographie
Les habitants sont nommés les Assieutaires.
L'évolution du nombre d'habitants est connue à travers les recensements de la population effectués dans la commune depuis 1793. Pour les communes de moins de 10 000 habitants, une enquête de recensement portant sur toute la population est réalisée tous les cinq ans, les populations de référence des années intermédiaires étant quant à elles estimées par interpolation ou extrapolation. Pour la commune, le premier recensement exhaustif entrant dans le cadre du nouveau dispositif a été réalisé en 2005.

En 2022, la commune comptait 1 722 habitants, en évolution de +19,92 % par rapport à 2016 (Isère : +3,07 %, France hors Mayotte : +2,11 %).
| 1793 | 1800 | 1806 | 1821 | 1831 | 1836 | 1841 | 1846 | 1851 |
| ---- | ---- | ---- | ---- | ---- | ---- | ---- | ---- | ---- |
| 621  | 686  | 562  | 423  | 556  | 725  | 707  | 731  | 736  |

| 1856 | 1861 | 1866 | 1872 | 1876 | 1881 | 1886 | 1891 | 1896 |
| ---- | ---- | ---- | ---- | ---- | ---- | ---- | ---- | ---- |
| 713  | 637  | 659  | 700  | 693  | 669  | 655  | 620  | 587  |

| 1901 | 1906 | 1911 | 1921 | 1926 | 1931 | 1936 | 1946 | 1954 |
| ---- | ---- | ---- | ---- | ---- | ---- | ---- | ---- | ---- |
| 559  | 527  | 537  | 522  | 507  | 503  | 505  | 455  | 552  |

| 1962 | 1968 | 1975 | 1982 | 1990 | 1999 | 2005  | 2006  | 2010  |
| ---- | ---- | ---- | ---- | ---- | ---- | ----- | ----- | ----- |
| 521  | 514  | 567  | 612  | 768  | 889  | 1 123 | 1 178 | 1 316 |

| 2015  | 2020  | 2022  | - | - | - | - | - | - |
| ----- | ----- | ----- | - | - | - | - | - | - |
| 1 376 | 1 643 | 1 722 | - | - | - | - | - | - |

### Enseignement
La commune est rattachée à l'académie de Grenoble.

### Médias
Historiquement, le quotidien à grand tirage Le Dauphiné libéré consacre, chaque jour, y compris le dimanche, dans son édition du Nord-Isère, un ou plusieurs articles à l'actualité du canton et quelquefois de la commune, ainsi que des informations sur les éventuelles manifestations locales, les travaux routiers, et autres événements divers à caractère local.
La commune est située sur l'aire de diffusion de radio Ici Isère, une radio publique qui émet sur tout le territoire du département de l'Isère.

### Cultes
La communauté catholique et l'église d'Assieu (propriété de la commune) sont rattachées à la paroisse Notre Dame des sources en Sanne Dolon dont la Maison paroissiale est située à Anjou, dans le diocèse de Grenoble-Vienne.

## Culture locale et patrimoine

### Lieux et monuments
- Château Juveneton.
- Château Richoux de style néo-médiéval, fortement remanié au cours du XIXe siècle[23].
- L'église paroissiale Saint-Pierre du XIXe siècle.
- Le monument aux morts qui se présente sous la forme d'une obélisque sur socle et entouré de quatre obus. Ce monument commémore le souvenir des « enfants de la commune morts pour la France » durant la Première Guerre mondiale[24].
- Passerelle de la Charinas[25].

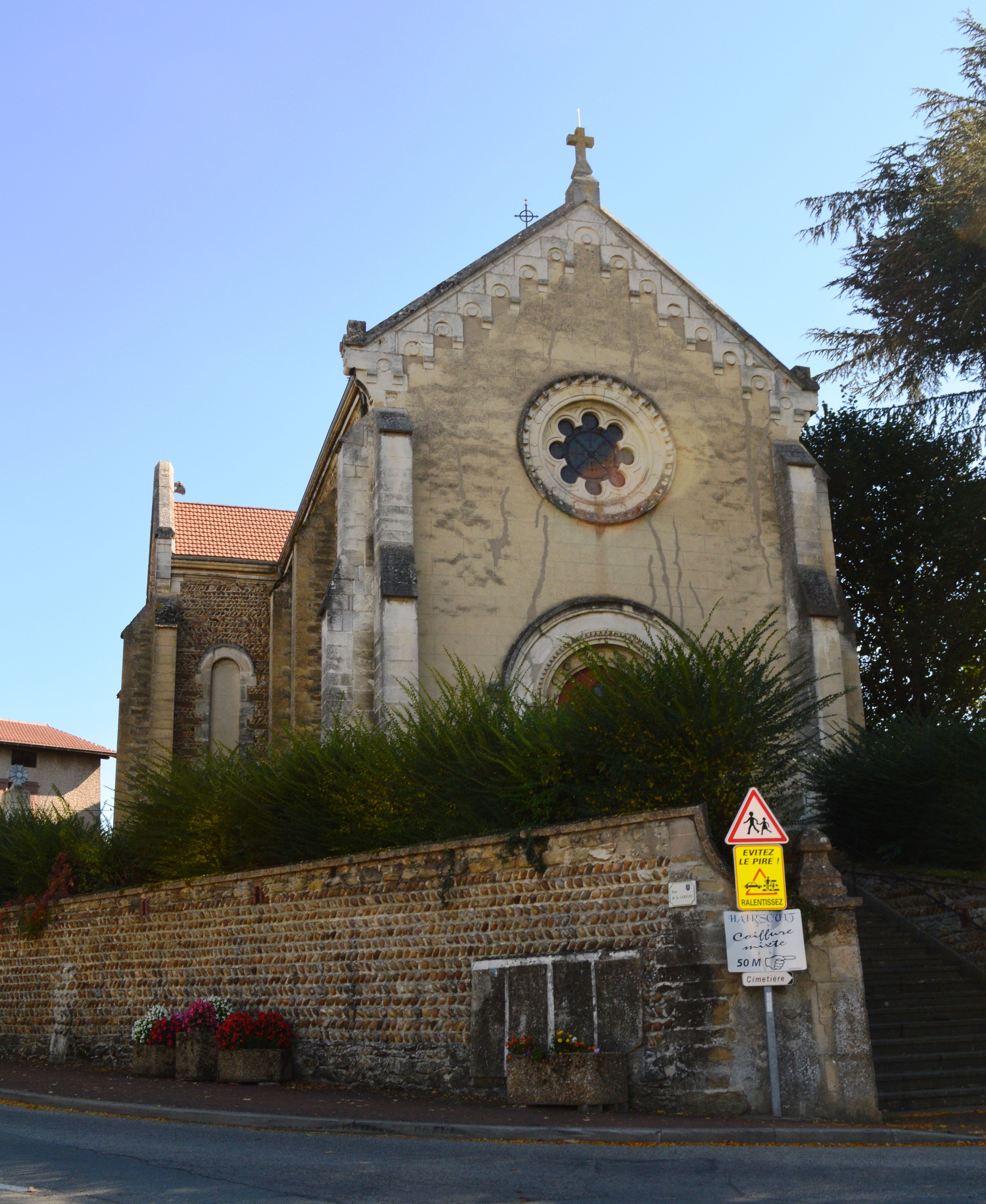
L'église.
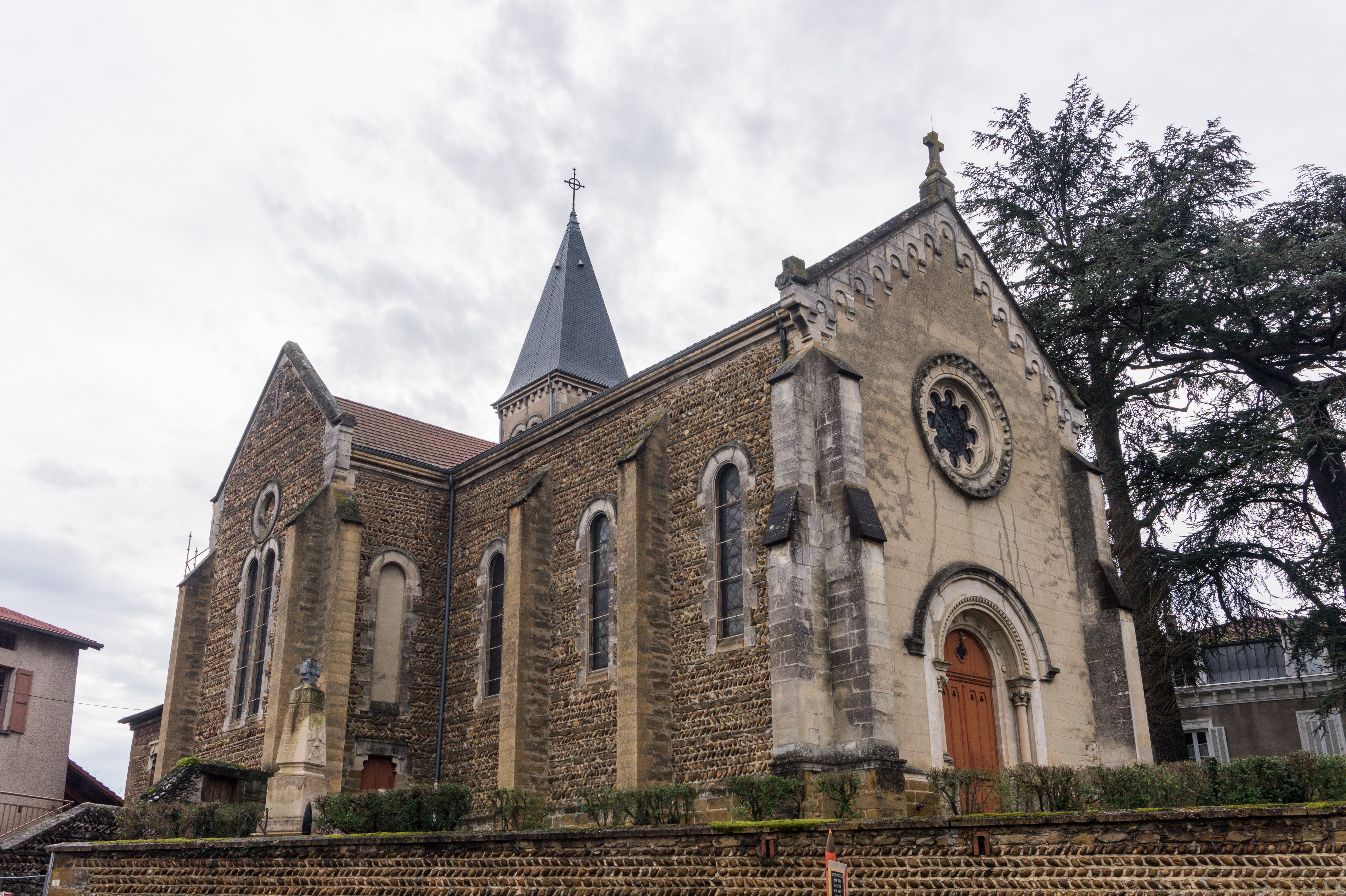
Autre vue de l'église.
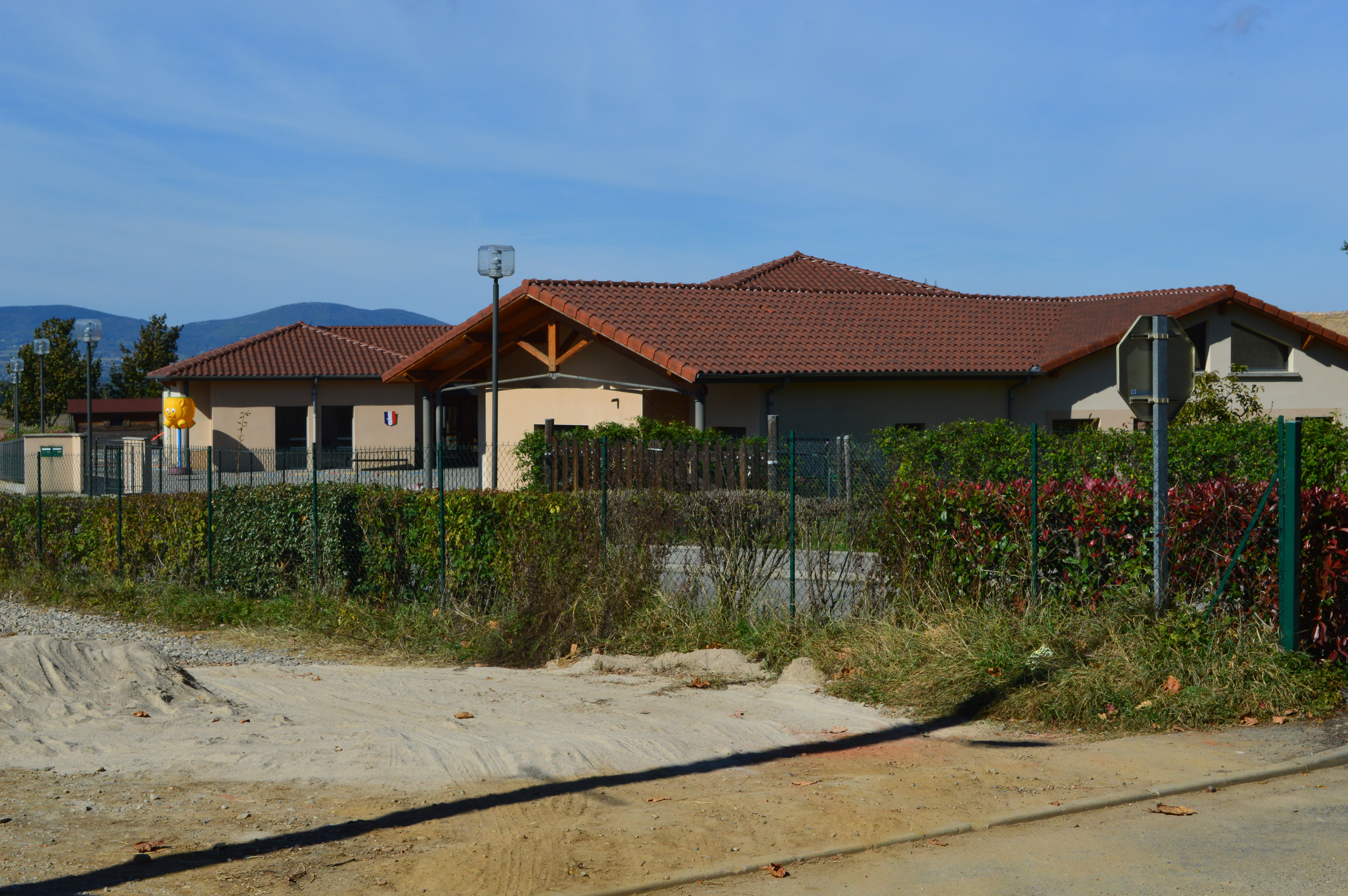
L'école.
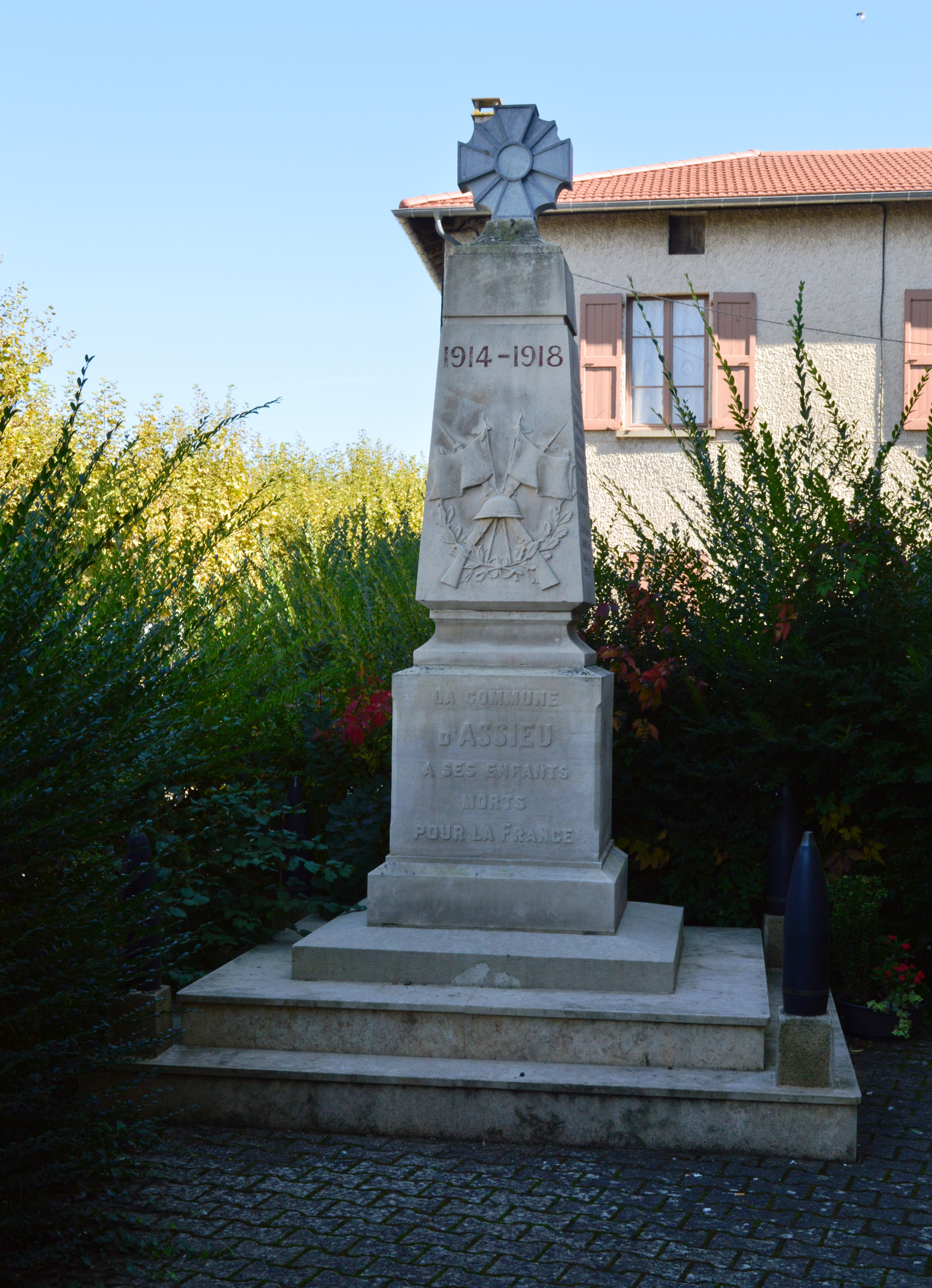
Le monument aux morts.

### Héraldique
| Blason de Assieu | Blason  | D'azur au renard rampant d'or, au chef du même chargé de trois dauphins du champ crêtés, barbés, lorés, peautrés et oreillés de gueules |
| Blason de Assieu | Détails | Le statut officiel du blason reste à déterminer.                                                                                        |